# Parada de Todeia
Parada de Todeia é uma povoação portuguesa sede da Freguesia de Parada de Todeia do Município de Paredes, freguesia com 3,64 km² de área e 1792 habitantes (censo de 2021), tendo, por isso, uma densidade populacional de 492,3 hab./km².

## Demografia
A população registada nos censos foi:
| Distribuição da População por Grupos Etários | Distribuição da População por Grupos Etários | Distribuição da População por Grupos Etários | Distribuição da População por Grupos Etários | Distribuição da População por Grupos Etários |
| -------------------------------------------- | -------------------------------------------- | -------------------------------------------- | -------------------------------------------- | -------------------------------------------- |
| Ano                                          | 0-14 Anos                                    | 15-24 Anos                                   | 25-64 Anos                                   | > 65 Anos                                    |
| 2001                                         | 367                                          | 341                                          | 983                                          | 153                                          |
| 2011                                         | 331                                          | 241                                          | 1059                                         | 217                                          |
| 2021                                         | 250                                          | 218                                          | 1009                                         | 315                                          |

## Património
- Capela dos Chãos
- Igreja Matriz
- Cemitério de necrópoles
- Moinhos

## Festas e Romarias
- Nossa Senhora dos Remédios (primeira quinzena de Junho)
- São Martinho (11 de Novembro)

## Personalidades
- D. António Barbosa Leão (Bispo)

## Resultados eleitorais

### Eleições autárquicas (Junta de Freguesia)
| Partido      | %    | M    | %    | M    | %    | M    | %    | M    | %    | M    | %    | M    | %    | M    | %    | M    | %    | M    | %    | M    | %    | M    |       | M    |
| Partido      | 1976 | 1976 | 1979 | 1979 | 1982 | 1982 | 1985 | 1985 | 1989 | 1989 | 1993 | 1993 | 1997 | 1997 | 2001 | 2001 | 2005 | 2005 | 2009 | 2009 | 2013 | 2013 | 2017  | 2017 |
| ------------ | ---- | ---- | ---- | ---- | ---- | ---- | ---- | ---- | ---- | ---- | ---- | ---- | ---- | ---- | ---- | ---- | ---- | ---- | ---- | ---- | ---- | ---- | ----- | ---- |
| IND          | 45,6 | 4    |      |      |      |      |      |      |      |      |      |      |      |      |      |      |      |      |      |      |      |      |       |      |
| PS           | 44,4 | 3    | 62,7 | 7    | 59,9 | 6    | 71,5 | 6    | 58,8 | 6    | 64,6 | 7    | 43,8 | 4    | 34,4 | 3    | 18,4 | 1    | 29,6 | 3    | 20,2 | 2    | 25,3  | 2    |
| FEPU/APU/CDU | 5,9  | -    | 13,7 | 1    | 27,0 | 2    | 17,7 | 1    | 32,2 | 3    | 7,6  | -    | 29,4 | 3    | 41,9 | 4    | 60,5 | 6    | 63,0 | 6    | 67,8 | 6    | 35,8  | 4    |
| CDS-PP       |      |      | 15,1 | 1    | 10,6 | 1    | 8,9  | -    | 4,6  | -    | 13,9 | 1    | 1,7  | -    |      |      | 1,0  | -    |      |      |      |      |       |      |
| PPD/PSD      |      |      | 5,5  | -    |      |      |      |      | 2,3  | -    | 11,7 | 1    | 24,0 | 2    | 22,7 | 2    | 18,7 | 2    | 5,8  | -    | 10,0 | 1    | 33,42 | 3    |

## Colectividades
- Associação Desportiva, Cultural e Social de Parada de Todeia
- Associação de Pais da Escola de Parada de Todeia
- Associação de Pais do Jardim de Infância de Parada de Todeia
- Associação Filarmónica de Parada de Todeia
- Associação para o Desenvolvimento da Freguesia de Parada de Todeia
- CADOPATO - Cooperativa de Água Domiciliária de Parada de Todeia
- Comissão da Fábrica da Igreja de Parada de Todeia
- Futebol Clube de Parada
- Grupo Cénico e Cultural de Parada de Todeia
- Nova Amizade - Cooperativa de Habitação de Parada de Todeia
- Associação dos coyotes associação cultural e recreativa